# Great Portland Street (metrostation)
Great Portland Street is een station van de metro van Londen aan de Metropolitan Line, Circle Line en Hammersmith & City Line. Het station is geopend in 1863.

## Geschiedenis
Het station maakte deel uit van 's werelds eerste ondergrondse spoorlijn, de Metropolitan Railway , die opende tussen Bishop's Road, het latere Paddington, aan de Hammersmith & City Line en "Farringdon Street" vlak bij het latere Farringdon. Het werd samen met de lijn op 10 januari 1863 geopend als "Portland Road", op 1 maart 1917 werd het Great Portland Street, in 1923 werd Regents Park aan de naam toegevoegd maar dat werd tien jaar later teruggedraaid.

## Ligging en inrichting
Het stationsgebouw staat aan de zuidkant van Marylebone Road tussen de twee rijbanen van Great Portland Street en zodoende op een “eiland”. Het werd in 1930 gebouwd naar een ontwerp van C.W. Clark, de architect van de Metropolitan Railway. Great Portland Street was destijds een belangrijk verkooppunt voor de auto-industrie en het gebouw kreeg op de eerste verdieping een autoshowroom met kantoor en op straatniveau winkels rond de stationshal. Het is gebouwd als staalskeletbouw met een crèmekleurige terracotta gevel, in januari 1987 werd het op de monumentenlijst geplaatst.
In het wijkplan uit 2017 werd het gebied rond het station aan noordelijke uiteinde van Great Portland Street, een hoofdweg die de grens tussen Marylebone en Fitzrovia markeert, opgenomen als te verbeteren gebied. Het ging hierbij vooral om het wegverkeer rond het stationsgebouw te verminderen en daarmee de toegang tot de belendende ziekenhuizen voor voetgangers te verbeteren.

## Reizigersdienst
Het station wordt bediend door de metrolijnen Metropolitan , Hammersmith & City en Circle die alle drie hetzelfde dubbelspoor gebruiken tussen Baker Street aansluiting en Aldgate aansluiting. Hiermee ligt Great Portland Street aan het drukste deel van het Londense metronet.

### Circle Line
In de normale dienst rijden;
- 6 metro's per uur met de klok mee via Kings Cross St Pancras en Liverpool Street
- 6 metro's per uur tegen de klok in naar Hammersmith via Paddington

### Hammersmith & City Line
In de normale dienst rijden;
- 6 metro's per uur in oostelijke richting naar Barking
- 6 metro's per uur westwaarts naar Hammersmith via Paddington

### Metropolitan Line
De Metropolitan Line is de enige lijn die expresdiensten aanbiedt, maar momenteel is dit alleen tijdens de piekuren (in oostwaarts 06:30-09:30 / westwaarts 16:00-19:00 uur). Snelle diensten rijden non-stop tussen Wembley Park , Harrow-On-The-Hill en Moor Park , Semi-snelle diensten rijden non-stop tussen Wembley Park en Harrow-On-The-Hill.
De normale dienst tijdens de daluren is;
- 12 metro's per uur in oostelijke richting naar Aldgate
- 2 metro's per uur westwaarts naar Amersham (alle stations)
- 2 metro's per uur westwaarts naar Chesham (alle stations)
- 8 metro's per uur Westbound naar Uxbridge (alle stations)
- De diensten van/naar Watford eindigen tijdens de daluren in Baker Street

De dienst tijdens de spitsuren is;
- 14 metro's per uur in oostelijke richting naar Aldgate
- 2 metro's per uur westwaarts naar Amersham (alleen sneldienst in de avondspits)
- 2 metro's per uur westwaarts naar Chesham (alleen sneldienst in de avondspits)
- 4 metro's per uur westwaarts naar Watford (alleen semi-sneldienst in de avondspits)
- 6 metro's per uur Westbound naar Uxbridge (alle stations)

Hammersmith · 
Goldhawk Road · 
Shepherd's Bush Market · 
Wood Lane · 
Latimer Road · 
Ladbroke Grove · 
Westbourne Park · 
Royal Oak · 
Paddington · 
Edgware Road · 
Baker Street · 
Great Portland Street · 
Euston Square · 
King's Cross St. Pancras · 
Farringdon · 
Barbican · 
Moorgate · 
Liverpool Street · 
Aldgate · 
Tower Hill · 
Monument · 
Cannon Street · 
Mansion House · 
Blackfriars · 
Temple · 
Embankment · 
Westminster · 
St. James's Park · 
Victoria · 
Sloane Square · 
South Kensington · 
Gloucester Road · 
High Street Kensington · 
Notting Hill Gate · 
Bayswater · 
Paddington · 
Edgware Road
Hammersmith · 
Goldhawk Road · 
Shepherd's Bush Market ·
Wood Lane · 
Latimer Road · 
Ladbroke Grove · 
Westbourne Park · 
Royal Oak · 
Paddington · 
Edgware Road · 
Baker Street · 
Great Portland Street · 
Euston Square · 
King's Cross St. Pancras · 
Farringdon · 
Barbican · 
Moorgate · 
Liverpool Street · 
Aldgate East · 
Whitechapel · 
Stepney Green · 
Mile End · 
Bow Road · 
Bromley-by-Bow · 
West Ham · 
Plaistow · 
Upton Park · 
East Ham · 
Barking